# Convocazioni per l'UEFA Futsal Championship 2018
Quello che segue è l'elenco di giocatori convocati per ogni nazionale ai UEFA Futsal Championship 2018. Ogni nazione deve presentare una squadra composta da 14 giocatori. Un minimo di due portieri Dovevano essere presenti nella lista della squadra.

## Gruppo A

### Slovenia
Allenatore: Andrej Dobovičnik
| N. | Pos. | Giocatore        | Data di nascita/Età         | Squadra     |
| -- | ---- | ---------------- | --------------------------- | ----------- |
| 1  | POR  | Damir Puškar     | 3 settembre 1987 (30 anni)  | Dobovec     |
| 12 | POR  | Vid Sever        | 21 settembre 1989 (28 anni) | Litija      |
| 2  | DIF  | Rok Mordej       | 3 marzo 1989 (28 anni)      | Dobovec     |
| 3  | LAT  | Dejan Bizjak     | 21 aprile 1988 (29 anni)    | Lazio       |
| 4  | LAT  | Anže Širok       | 10 novembre 1989 (28 anni)  | Kobarid     |
| 5  | PIV  | Kristjan Čujec   | 30 novembre 1988 (29 anni)  | Dobovec     |
| 6  | LAT  | Denis Totošković | 18 novembre 1987 (30 anni)  | Litija      |
| 7  | DIF  | Igor Osredkar    | 28 giugno 1986 (31 anni)    | NV Makarska |
| 8  | DIF  | Teo Turk         | 15 marzo 1996 (21 anni)     | Litija      |
| 9  | LAT  | Gašper Vrhovec   | 18 luglio 1988 (29 anni)    | Litija      |
| 10 | LAT  | Alen Fetić       | 14 ottobre 1991 (26 anni)   | Litija      |
| 11 | DIF  | Tilen Štendler   | 18 ottobre 1991 (26 anni)   | Prata       |
| 13 | DIF  | Žiga Čeh         | 25 gennaio 1995 (23 anni)   | Imola       |
| 14 | LAT  | Matej Fideršek   | 4 luglio 1991 (26 anni)     | Spalato     |

### Italia
Allenatore: Roberto Menichelli
| N. | Pos. | Giocatore           | Data di nascita/Età         | Squadra          |
| -- | ---- | ------------------- | --------------------------- | ---------------- |
| 1  | POR  | Stefano Mammarella  | 2 febbraio 1984 (33 anni)   | Acqua e Sapone   |
| 12 | POR  | Michele Miarelli    | 29 aprile 1984 (33 anni)    | Luparense        |
| 2  | DIF  | Marco Ercolessi     | 15 maggio 1986 (31 anni)    | Pescara          |
| 3  | LAT  | Gabriel Lima        | 13 giugno 1987 (30 anni)    | Acqua e Sapone   |
| 4  | LAT  | Sergio Romano       | 28 settembre 1987 (30 anni) | Real Rieti       |
| 5  | UNI  | Rodolfo Fortino     | 30 aprile 1983 (34 anni)    | Sporting Lisbona |
| 6  | UNI  | Humberto Honorio    | 21 luglio 1983 (34 anni)    | Luparense        |
| 7  | LAT  | Massimo De Luca     | 7 ottobre 1987 (30 anni)    | Napoli           |
| 9  | PIV  | Júlio De Oliveira   | 8 giugno 1991 (26 anni)     | Acqua e Sapone   |
| 10 | LAT  | Alex Merlim         | 15 luglio 1986 (31 anni)    | Sporting Lisbona |
| 11 | LAT  | Cristiano Fusari    | 3 ottobre 1991 (26 anni)    | Kaos             |
| 13 | LAT  | Giuliano Fortini    | 8 settembre 1996 (21 anni)  | Italservice      |
| 15 | DIF  | Murilo Ferreira     | 10 marzo 1989 (28 anni)     | Acqua e Sapone   |
| 17 | LAT  | Nicolò Baron        | 30 luglio 1996 (21 anni)    | Feldi Eboli      |
| 18 | LAT  | Fabricio Calderolli | 2 gennaio 1986 (32 anni)    | Acqua e Sapone   |

### Serbia
Allenatore: Goran Ivančić
| N. | Pos. | Giocatore            | Data di nascita/Età        | Squadra                |
| -- | ---- | -------------------- | -------------------------- | ---------------------- |
| 1  | POR  | Miodrag Aksentijević | 22 luglio 1983 (34 anni)   | Tjumen'                |
| 12 | POR  | Nemanja Momčilović   | 15 aprile 1991 (26 anni)   | Ekonomac               |
| 20 | POR  | Jakov Vulić          | 10 marzo 1992 (25 anni)    | Nova Pazova            |
| 2  | LAT  | Marko Perić          | 5 febbraio 1984 (33 anni)  | Napoli                 |
| 3  | LAT  | Nikola Matijević     | 26 dicembre 1991 (26 anni) | Ekonomac               |
| 4  | LAT  | Stefan Rakić         | 22 novembre 1993 (24 anni) | Informatica Timișoara  |
| 5  | DIF  | Vladimir Milosavac   | 1º dicembre 1985 (32 anni) | Internacional Novi Sad |
| 6  | DIF  | Denis Ramić          | 17 novembre 1994 (23 anni) | Ekonomac               |
| 7  | DIF  | Dragan Tomić         | 25 marzo 1991 (26 anni)    | Bank of Beirut         |
| 8  | DIF  | Andrija Stanković    | 13 agosto 1989 (28 anni)   | FON Banjica            |
| 9  | LAT  | Marko Radovanović    | 10 ottobre 1991 (26 anni)  | Louaize                |
| 10 | LAT  | Mladen Kocić         | 22 ottobre 1988 (29 anni)  | Tjumen'                |
| 11 | LAT  | Miloš Simić          | 12 agosto 1989 (28 anni)   | Informatica Timișoara  |
| 14 | PIV  | Slobodan Rajčević    | 28 febbraio 1985 (32 anni) | Ekonomac               |

## Gruppo B

### Russia
Allenatore: Sergej Skorovič
| N. | Pos. | Giocatore          | Data di nascita/Età         | Squadra       |
| -- | ---- | ------------------ | --------------------------- | ------------- |
| 1  | POR  | Georgij Zamtaradze | 12 febbraio 1987 (30 anni)  | KPRF Mosca    |
| 12 | POR  | Dmitrij Putilov    | 5 dicembre 1994 (23 anni)   | Sinara        |
| 4  | LAT  | Dmitrij Lyskov     | 24 settembre 1987 (30 anni) | Gazprom Jugra |
| 5  | DIF  | Rômulo             | 28 settembre 1986 (31 anni) | Gazprom Jugra |
| 7  | PIV  | Ivan Milovanov     | 8 febbraio 1989 (28 anni)   | Tjumen'       |
| 8  | PIV  | Éder Lima          | 29 giugno 1984 (33 anni)    | BF Magnus     |
| 9  | LAT  | Sergej Abramov     | 9 settembre 1990 (27 anni)  | Sinara        |
| 10 | LAT  | Robinho            | 28 gennaio 1983 (35 anni)   | Benfica       |
| 11 | DIF  | Artëm Nijazov      | 30 luglio 1996 (21 anni)    | KPRF Mosca    |
| 13 | LAT  | Sergej Abramovič   | 15 gennaio 1990 (28 anni)   | Tjumen'       |
| 14 | DIF  | Daniil Davydov     | 23 gennaio 1989 (29 anni)   | Gazprom Jugra |
| 18 | DIF  | Andrej Afanas'ev   | 23 maggio 1983 (34 anni)    | Gazprom Jugra |
| 19 | LAT  | Ivan Čiškala       | 11 luglio 1995 (22 anni)    | Gazprom Jugra |
| 20 | LAT  | Esquerdinha        | 18 novembre 1985 (32 anni)  | Barcellona    |

### Kazakistan
Allenatore: Cacau
| N. | Pos. | Giocatore               | Data di nascita/Età        | Squadra |
| -- | ---- | ----------------------- | -------------------------- | ------- |
| 1  | POR  | Grigori Shamro          | 5 luglio 1984 (33 anni)    | Aqtöbe  |
| 2  | POR  | Higuita                 | 6 giugno 1986 (31 anni)    | Qairat  |
| 4  | DIF  | Taynan                  | 12 febbraio 1993 (24 anni) | Qairat  |
| 5  | LAT  | Serik Jamanqulov        | 18 novembre 1983 (34 anni) | Qairat  |
| 8  | DIF  | Dinmukhambet Suleimenov | 25 agosto 1981 (36 anni)   | Qairat  |
| 9  | LAT  | Aleksandr Dovgan        | 9 febbraio 1988 (29 anni)  | Jetisý  |
| 10 | PIV  | Chingiz Yesenamanov     | 10 marzo 1989 (28 anni)    | Qairat  |
| 11 | DIF  | Mikhail Pershin         | 19 ottobre 1989 (28 anni)  | Qairat  |
| 12 | LAT  | Pavel Taku              | 30 agosto 1988 (29 anni)   | Tulpar  |
| 14 | PIV  | Douglas Júnior          | 15 ottobre 1988 (29 anni)  | Qairat  |
| 15 | LAT  | Däuren Tūrsağūlov       | 16 gennaio 1996 (22 anni)  | Jetisý  |
| 18 | DIF  | Dauren Nurgožin         | 21 maggio 1990 (27 anni)   | Qairat  |
| 19 | DIF  | Albert Akbalikov        | 5 gennaio 1995 (23 anni)   | Aqtöbe  |
| 20 | LAT  | Birjan Orazov           | 17 ottobre 1994 (23 anni)  | Jetisý  |

### Polonia
Allenatore: Błażej Korczyński
| N. | Pos. | Giocatore               | Data di nascita/Età         | Squadra              |
| -- | ---- | ----------------------- | --------------------------- | -------------------- |
| 1  | POR  | Michał Kałuża           | 22 luglio 1998 (19 anni)    | Rekord Bielsko-Biała |
| 12 | POR  | Michał Widuch           | 5 ottobre 1986 (31 anni)    | Nova Gliwice         |
| 2  | DIF  | Michał Kubik            | 7 maggio 1990 (27 anni)     | Rekord Bielsko-Biała |
| 3  | LAT  | Przemysław Dewucki      | 3 settembre 1988 (29 anni)  | Nova Gliwice         |
| 4  | LAT  | Mateusz Cyman           | 10 ottobre 1991 (26 anni)   | Toruń                |
| 5  | LAT  | Robert Gładczak         | 10 aprile 1988 (29 anni)    | Clearex Chorzów      |
| 6  | DIF  | Maciej Mizgajski        | 16 gennaio 1988 (30 anni)   | Clearex Chorzów      |
| 7  | PIV  | Mikołaj Zastawnik       | 2 settembre 1996 (21 anni)  | Clearex Chorzów      |
| 8  | DIF  | Dominik Solecki         | 17 luglio 1990 (27 anni)    | Akademia Pniewy      |
| 9  | LAT  | Tomasz Lutecki          | 1º settembre 1991 (26 anni) | Nova Gliwice         |
| 11 | LAT  | Artur Popławski         | 4 ottobre 1988 (29 anni)    | Rekord Bielsko-Biała |
| 10 | LAT  | Marcin Mikołajewicz     | 22 ottobre 1982 (35 anni)   | Toruń                |
| 13 | DIF  | Tomasz Kriezel          | 5 novembre 1993 (24 anni)   | Toruń                |
| 15 | LAT  | Sebastian Wojciechowski | 17 gennaio 1988 (30 anni)   | RD Chojnice          |

## Gruppo C

### Portogallo
Allenatore: Jorge Braz
| N. | Pos. | Giocatore      | Data di nascita/Età        | Squadra          |
| -- | ---- | -------------- | -------------------------- | ---------------- |
| 1  | POR  | Bebé           | 19 maggio 1983 (34 anni)   | Leões            |
| 12 | POR  | André Sousa    | 25 febbraio 1986 (31 anni) | Sporting Lisbona |
| 14 | POR  | Vítor Hugo     | 30 novembre 1982 (35 anni) | Braga            |
| 2  | DIF  | André Coelho   | 30 ottobre 1993 (24 anni)  | Benfica          |
| 3  | PIV  | Tunha          | 24 ottobre 1984 (33 anni)  | Belenenses       |
| 4  | DIF  | Nílson Miguel  | 10 maggio 1992 (25 anni)   | Braga            |
| 5  | DIF  | Fábio Cecílio  | 30 aprile 1993 (24 anni)   | Benfica          |
| 6  | LAT  | Pedro Cary     | 10 maggio 1984 (33 anni)   | Sporting Lisbona |
| 7  | LAT  | Bruno Coelho   | 1º agosto 1987 (30 anni)   | Benfica          |
| 8  | LAT  | Márcio Moreira | 24 giugno 1990 (27 anni)   | Fundão           |
| 9  | DIF  | João Matos     | 21 febbraio 1987 (30 anni) | Sporting Lisbona |
| 10 | LAT  | Ricardinho     | 3 settembre 1985 (32 anni) | Inter            |
| 11 | LAT  | Pany Varela    | 25 febbraio 1989 (28 anni) | Sporting Lisbona |
| 13 | DIF  | Tiago Brito    | 22 luglio 1991 (26 anni)   | Benfica          |

### Ucraina
Allenatore: Oleksandr Kosenko
| N. | Pos. | Giocatore             | Data di nascita/Età         | Squadra           |
| -- | ---- | --------------------- | --------------------------- | ----------------- |
| 1  | POR  | Jevhen Ivanjak        | 28 settembre 1982 (35 anni) | Uragan            |
| 12 | POR  | Dmytro Lytvynenko     | 16 aprile 1987 (30 anni)    | Chrudim           |
| 17 | POR  | Kyrylo Cypun          | 30 luglio 1987 (30 anni)    | Prodeksim         |
| 4  | DIF  | Volodymyr Razuvanov   | 1º agosto 1992 (25 anni)    | Dina Mosca        |
| 5  | LAT  | Andrii Khamdamov      | 5 dicembre 1993 (24 anni)   | Sokil             |
| 7  | DIF  | Mykola Hrycyna        | 13 giugno 1989 (28 anni)    | Stalìca Minsk     |
| 8  | LAT  | Taras Korolyshyn      | 18 febbraio 1993 (24 anni)  | Stalìca Minsk     |
| 9  | LAT  | Ruslan Sheremeta      | 15 gennaio 1992 (26 anni)   | Sokil             |
| 10 | LAT  | Serhij Žurba          | 14 marzo 1987 (30 anni)     | HIT Kiev          |
| 11 | LAT  | Mykhailo Grytsyna     | 19 ottobre 1991 (26 anni)   | Stalìca Minsk     |
| 14 | DIF  | Petro Šoturma         | 27 giugno 1992 (25 anni)    | Uragan            |
| 15 | DIF  | Mykola Bilotserkivets | 5 dicembre 1986 (31 anni)   | Noril'skij Nikel' |
| 18 | PIV  | Andrii Lysenko        | 6 marzo 1994 (23 anni)      | Sokil             |
| 19 | PIV  | Oleksandr Pediash     | 4 marzo 1994 (23 anni)      | Sokil             |

### Romania
Allenatore: Robert Lupu
| N. | Pos. | Giocatore       | Data di nascita/Età         | Squadra               |
| -- | ---- | --------------- | --------------------------- | --------------------- |
| 1  | POR  | Vlad Iancu      | 3 gennaio 1978 (40 anni)    | Informatica Timișoara |
| 12 | POR  | Petrişor Toniţă | 28 gennaio 1992 (26 anni)   | Autobergamo Deva      |
| 2  | LAT  | Florin Matei    | 8 dicembre 1983 (34 anni)   | Autobergamo Deva      |
| 3  | LAT  | Cristian Matei  | 12 marzo 1987 (30 anni)     | Autobergamo Deva      |
| 6  | DIF  | Emil Răducu     | 19 maggio 1984 (33 anni)    | St. Andrews           |
| 7  | DIF  | Florin Ignat    | 26 febbraio 1982 (35 anni)  | Autobergamo Deva      |
| 8  | LAT  | Octavian Cireș  | 27 gennaio 1993 (25 anni)   | United Galați         |
| 9  | LAT  | Felipe Oliveira | 16 dicembre 1992 (25 anni)  | Informatica Timișoara |
| 10 | PIV  | Dumitru Stoica  | 30 settembre 1981 (36 anni) | Autobergamo Deva      |
| 11 | LAT  | Sávio Valadares | 30 gennaio 1994 (24 anni)   | Informatica Timișoara |
| 15 | LAT  | László Szőcs    | 10 dicembre 1984 (33 anni)  | Székelyudvarhely      |
| 17 | PIV  | Alpar Csoma     | 22 marzo 1984 (33 anni)     | Autobergamo Deva      |
| 18 | DIF  | Paulo Ferreira  | 8 marzo 1985 (32 anni)      | Autobergamo Deva      |
| 20 | DIF  | Adrian Pânzaru  | 6 novembre 1985 (32 anni)   | Autobergamo Deva      |

## Gruppo D

### Spagna
Allenatore: Venancio López
| N. | Pos. | Giocatore        | Data di nascita/Età       | Squadra       |
| -- | ---- | ---------------- | ------------------------- | ------------- |
| 1  | POR  | Paco Sedano      | 2 dicembre 1979 (38 anni) | Barcellona    |
| 13 | POR  | Jesús Herrero    | 4 novembre 1986 (31 anni) | Inter         |
| 2  | DIF  | Carlos Ortiz     | 3 ottobre 1983 (34 anni)  | Inter         |
| 3  | DIF  | Marc Tolrà       | 27 gennaio 1991 (27 anni) | Barcellona    |
| 4  | DIF  | Bebe             | 28 maggio 1990 (27 anni)  | Inter         |
| 5  | PIV  | Adolfo Fernández | 19 maggio 1993 (24 anni)  | Barcellona    |
| 6  | PIV  | Francisco Solano | 26 agosto 1991 (26 anni)  | Inter         |
| 7  | LAT  | Pola             | 26 giugno 1988 (29 anni)  | Inter         |
| 8  | LAT  | Lin              | 16 maggio 1986 (31 anni)  | KPRF Mosca    |
| 9  | LAT  | Sergio Lozano    | 9 novembre 1988 (29 anni) | Barcellona    |
| 10 | PIV  | Rafael Usín      | 22 maggio 1987 (30 anni)  | Xota          |
| 11 | LAT  | Miguelín         | 9 maggio 1985 (32 anni)   | ElPozo Murcia |
| 14 | PIV  | Álex Yepes       | 12 marzo 1989 (28 anni)   | ElPozo Murcia |
| 15 | PIV  | Joselito         | 1º marzo 1991 (26 anni)   | Barcellona    |

### Azerbaigian
Allenatore: Alesio Da Silva
| N. | Pos. | Giocatore           | Data di nascita/Età         | Squadra       |
| -- | ---- | ------------------- | --------------------------- | ------------- |
| 1  | POR  | Emin Kurdov         | 10 luglio 1984 (33 anni)    | EKOL Baku     |
| 2  | PIV  | Samir Həmzəyev      | 1º agosto 1989 (28 anni)    | EKOL Baku     |
| 3  | LAT  | Bolinha             | 19 febbraio 1987 (30 anni)  | Araz Naxçıvan |
| 4  | LAT  | Isa Atayev          | 7 agosto 1989 (28 anni)     | Araz Naxçıvan |
| 5  | LAT  | Fineo Araújo        | 10 aprile 1987 (30 anni)    | Agleymina     |
| 6  | DIF  | Eduardo Borges      | 14 ottobre 1986 (31 anni)   | Araz Naxçıvan |
| 7  | PIV  | Ramiz Çovdarov      | 28 luglio 1990 (27 anni)    | Araz Naxçıvan |
| 8  | DIF  | Rizvan Fərzəliyev   | 1º settembre 1979 (38 anni) | Araz Naxçıvan |
| 10 | LAT  | Vassoura            | 26 aprile 1985 (32 anni)    | Al Dhafra     |
| 11 | PIV  | Xətai Bağırov       | 15 agosto 1987 (30 anni)    | Araz Naxçıvan |
| 12 | POR  | Rövşən Hüseynli     | 3 aprile 1991 (26 anni)     | Araz Naxçıvan |
| 13 | LAT  | Éverton Cardoso     | 4 dicembre 1987 (30 anni)   | Araz Naxçıvan |
| 14 | LAT  | Vitali Borisov      | 5 luglio 1982 (35 anni)     | Ekonomac      |
| 18 | DIF  | Namig Mammadkarimov | 21 luglio 1980 (37 anni)    | EKOL Baku     |

### Francia
Allenatore: Pierre Jacky
| N. | Pos. | Giocatore             | Data di nascita/Età        | Squadra         |
| -- | ---- | --------------------- | -------------------------- | --------------- |
| 1  | POR  | Djamel Haroun         | 6 luglio 1983 (34 anni)    | Roubaix         |
| 12 | POR  | Maarouf Kerroumi      | 1º giugno 1994 (23 anni)   | Hérouville      |
| 16 | POR  | Joévin Durot          | 25 novembre 1985 (32 anni) | FMC Châtelet    |
| 2  | LAT  | Sid Belhaj            | 28 agosto 1992 (25 anni)   | ACCS            |
| 5  | DIF  | Boulaye Ba            | 21 maggio 1993 (24 anni)   | Kremlin-Bicêtre |
| 6  | DIF  | Kevin Ramírez         | 10 agosto 1987 (30 anni)   | ACCS            |
| 7  | LAT  | Michaël De Sa Andrade | 14 agosto 1995 (22 anni)   | Garges Djibson  |
| 8  | DIF  | Azdine Aigoun         | 11 maggio 1987 (30 anni)   | Kremlin-Bicêtre |
| 10 | PIV  | Abdessamad Mohammed   | 10 dicembre 1990 (27 anni) | ACCS            |
| 11 | PIV  | Landry N'Gala         | 8 giugno 1993 (24 anni)    | Garges Djibson  |
| 14 | LAT  | Samir Alla            | 27 gennaio 1985 (33 anni)  | Hérouville      |
| 18 | DIF  | Samba Kebe            | 4 dicembre 1987 (30 anni)  | Garges Djibson  |
| 19 | LAT  | Adrien Gasmi          | 25 marzo 1986 (31 anni)    | Kremlin-Bicêtre |
| 20 | PIV  | Souheil Mouhoudine    | 29 marzo 1995 (22 anni)    | ACCS            |